# Раду, Йонуц
Андрей Йонуц Раду (рум. Andrei Ionuț Radu; 28 мая 1997, Бухарест, Румыния) — румынский футболист, вратарь клуба «Сельта» и сборной Румынии.

## Клубная карьера
Раду начал свою футбольную карьеру в молодёжных командах клубов «Стяуа» и «Динамо» (Бухарест). Спустя некоторое время перебрался в Италию в клуб «Пергокрема». Оттуда перешёл в академию «Интернационале».
Раду дебютировал за «Интер» в официальных матчах в мае 2016 года, выйдя на замену в игре с «Сассуоло» (1:3). Затем играл в аренде в клубах «Авеллино 1912» и «Дженоа». В «Дженоа» он стал основным вратарём и его контракт выкупили. Позже «Интер» и «Дженоа» согласовали обратный трансфер с условием, что игрок останется на правах аренды в лигурианском клубе до конца сезона 2019/20.

## Карьера в сборной
Йонуц Раду выступал за молодёжную сборную Румынии.
В мае 2019 года был впервые вызван в основную сборную Румынии для участия в матчах отборочного турнира к чемпионату Европы 2020 года против сборных Норвегии и Мальты. В обеих матчах остался в запасе и на поле не вышел. В марте 2021 года получил свой второй вызов в сборную Румынии для участия в матчах отборочного турнира к чемпионату мира 2022 года против сборных Северной Македонии, Германии и Армении, однако на поле не появился.
В сентябре 2022 года получил третий вызов в сборную для участия в матчах Лиги наций УЕФА 2022/23 против сборных Финляндии и Боснии и Герцеговины. 23 сентября дебютировал за сборную Румынии в матче против Финляндии.

## Статистика выступлений

### Международная
| Сборная          | Сезон            | Товарищеские | Товарищеские | Официальные | Официальные | Итого | Итого      |
| Сборная          | Сезон            | Игры         | Проп. голы   | Игры        | Проп. голы  | Игры  | Проп. голы |
| ---------------- | ---------------- | ------------ | ------------ | ----------- | ----------- | ----- | ---------- |
| Румыния          |                  |              |              |             |             |       |            |
| 2022             | 0                | 0            | 2            | -2          | 2           | -2    |            |
| Всего за карьеру | Всего за карьеру | 0            | 0            | 2           | -2          | 2     | -2         |

### Матчи за сборную
| № | Дата             | Оппонент             | Счёт | Проп. голы | Карточки | Минуты | Соревнование            |
| - | ---------------- | -------------------- | ---- | ---------- | -------- | ------ | ----------------------- |
| 1 | 23 сентября 2022 | Финляндия            | 1:1  | -1         | —        | 90'    | Лига наций УЕФА 2022/23 |
| 2 | 26 сентября 2022 | Босния и Герцеговина | 4:1  | -1         | —        | 90'    | Лига наций УЕФА 2022/23 |

Итого: 2 матча / 2 пропущенных гола; 1 победа, 1 ничья, 0 поражений.

## Достижения
«Интернационале»
- Чемпион Италии: 2020/21
- Обладатель Суперкубка Италии: 2021
- Обладатель Кубка Италии: 2021/22

Личные
- Футболист года в Румынии: 2019